# Hypénos z Pisy
Hypénos (starořecky Ύπηνος–Hypénos) byl v roce 724 př. n. . vítěz olympijských her v běhu na Běh na dvě stadia.
Hypénos z élidské Pisy zvítězil na 14. starověkých olympijských hrách v běhu na dvě stadia, (diaulos) v disciplíně, která byla zavedena poprvé na těchto hrách. Od založení her v roce 776 př. n. l. se soutěžilo, jen v běhu na jedno stadium. Vítězem běhu na jedno stadium se stal Desmón z Korintu.